# Robert Clark (atleta)
Robert Clark   (Covina, 28 de gener de 1913 - Arcadia, 13 de maig de 1976) va ser un atleta estatunidenc, especialista en el decatló, que va competir durant la dècada de 1930.
El 1936 va prendre part en els Jocs Olímpics de Berlín, on va disputar dues proves del programa d'atletisme. Va guanyar la medalla de plata en el decatló, mentre en la prova del salt de llargada finalitzà en sisena posició.

## Millors marques
- Salt de llargada. 7m 91 cm (1936)
- Decatló. 7.063 punts (1936)[1][2]